# 小花五桠果
小花五桠果（学名：Dillenia pentagyna）为五桠果科五桠果属下的一个种。也称牛耙。